# Ольга Кепецине
О́льга Кепе́цине (рум. Olga Căpățînă; *30 червня 1955, с. Ленківці, Окницький район, Молдавська РСР, СРСР, тепер Республіка Молдова) — молдовська письменниця, поетеса і мисткиня; членкиня Спілки письменників Республіки Молдова; живе і працює в Парижі (Франція).

## З життєпису
Народилась 30 червня 1955 року в селі Ленківцях у Молдові.
У 1978 році закінчила факультет філології Бєльцького державного педагогічного інституту (тепер Бєльцький державний університет імені Алеку Руссо, Бєльці, Молдова).
Членкиня Спілки письменників та Спілки журналістів Республіки Молдова.
Літературний дебют — «Книга пам'яті молдован, загиблих в Афганістані» (Cartea memoriei moldovenilor căzuți în Afganistan, 1997).
Друкується в Молдові, Румунії, Франції, Україні та Росії.
Одружена, двоє синів — Едуард (*1976) і Станіслав (*1979).

## З творчості
Ольга Кепецине — відома упорядниця біографій молдован-учасників конфліктів та визначних подій в історії країни ХХ століття. Художні твори письменниці мають автобіографічний характер, стиль оповідання — відкритий і довірливий.
Твори Ольги Кепецине перекладені англійською, французькою, українською та російською мовами.
Бібліграфія
- Cartea memoriei moldovenilor căzuți în Afganistan (Chișinău, 1997),
- Cartea memoriei eroilor căzuți pentru independentă și integritatea Republicii Moldova, vol. I (2000),
- Antract (versuri, Editura Pontos, Chișinău, 2000),
- Buburuza (versuri pentru copii, Editura Pontos, Chișinău, 2001),
- Tristețea ochilor de cerb (versuri, editura Pontos, Chișinău, 2002),
- Afganistan, raza mea sălbatică de soare (roman, Editura Pontos, Chișinău, 2015),
- Lilith (versuri, Editura Detectiv literar, București, 2018).
- Agent dublu (proză scurtă, Editura Detectiv literar, București, 2018).
- Mireasa din Kabul (roman, Editura ARC, Chișinău, 2019).
- Dobrenii (roman, Editura ARC, Chișinău, 2019),
- Mintea satului cea de pe urmă (roman, Editura ARC, Chișinău, 2019).
- Parisul cu gust de caramelă sărată (roman, Editura Sedcom-Libris, Iași, 2020).
- Les petites histoires de mamie Olie (Légendes pour les enfants Éditions Artlitera Paris, 2021)
- Dincolo de beznă (roman, Editura ARC, Chișinău, 2021).
- Vreau acasă (roman, Editura ARC, Chișinău, 2021).
- UN CAFÉ ET UN BRIN DE CAUSETTE (Éditions Artlitera Paris, 2021)

Українською в 2022 році видавництвом Букрек опубліковані 2 переклади романів Ольги Кепецине — «Париж зі смаком солоної карамелі» (Parisul cu gust de caramelă sărată, переклад А. Мацейка) та «Я захищу тебе від кохання» (переклад О. Рибчинської-Фіновської).

## Премії та відзнаки
Ольга Кепецине має ряд премій і відзнак за свою літературну діяльність:
- Премія Літературного фонду Спілки письменників РМ за роман DOBRENII (2019);
- золота медаль Mérite et Dévotement français;
- Національна бібліотека РМ (Кишинів) визначила її авторкою топ 10 найбільш читаних книг (2021).